# Svar med foto
Svar med foto är en svensk-lettisk film från 1999 i regi av Una Celma.

## Handling
Lars annonserar i lettiska tidningar efter en kvinna. Han får 218 svar och väljer ut Brigita.

## Om filmen
Filmen hade premiär den 20 augusti 1999 och är barntillåten. Den har även visats på SVT1 och TV3.

## Rollista (urval)
- Samuel Fröler - Lars, mögelforskare
- Baiba Broka - Brigita
- Lennart Jähkel - Sven
- Cecilia Nilsson - Skobiträde